# 帕普派尔县
帕普派尔县（英語：Papum Pare district）是印度阿鲁纳恰尔邦的一个县。该县位于中印争议的“藏南地区”中，中华人民共和国不承认印度对其主权，行政区划上划归西藏自治区管辖。总面积2,875平方公里，总人口176,385（2011年）。